# Leighton Baines
Leighton John Baines (Liverpool, Inglaterra, 11 de diciembre de 1984) es un exfutbolista y entrenador británico que jugaba de defensa. Desde enero de 2025 es entrenador asistente de David Moyes en el Everton F. C.

## Trayectoria
Baines inició su carrera como carrilero izquierdo en el Liverpool FC Centre of Excellence. También representó al equipo juvenil de Merseyside, pero no llegó a vestir la camiseta del Liverpool. Pese al interés del Wolverhampton Wanderers, se unió al Wigan Athletic.

### Wigan Athletic
Baines debutó con el Wigan en 2002 y colaboró a que el equipo ascendiera a la Premier League. En la temporada 2004-05, anotó su primer gol, un disparo de larga distancia ante el Ipswich Town y lucía el número 26 en este equipo.
Se creía que Baines mostró cierto pesimismo y muchas dudas de su habilidad cuando ascendieron a la máxima división inglesa, dudaba si era lo suficientemente bueno como para jugar en la Premier League: "Ganamos a la Premier League y, de inmediato, estaba pensando, '¿A dónde voy a ir ahora?' Debí estar celebrando pero pasé gran parte del verano preocupándome sobre que sería pasar el año que viene en el banco y en las reservas.
Baines renovó con el Wigan en febrero de 2005 a pesar del interés de varios clubes como el Manchester United, Arsenal y Everton, y extendió su contrato tras su buena participación en su primera temporada en la Premier.

### Everton

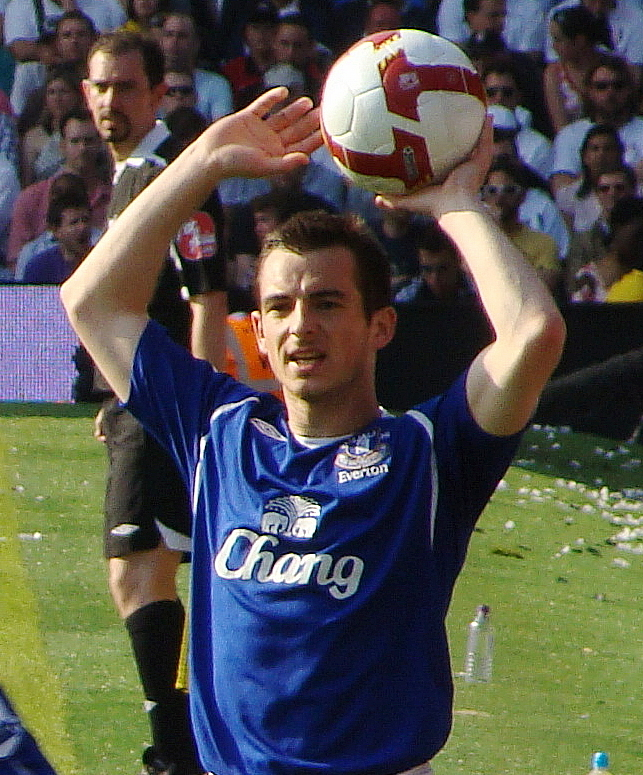
Baines realizando un saque lateral en 2009

En julio de 2007, Baines rechazó una oferta del Sunderland, a pesar de la disposición del Wigan. El siguiente mes, firmó por el Everton por una suma inicial de 5 millones de libras y otro millón más, dependiendo de las actuaciones de Baines con el Everton.
En su primera temporada, sólo tuvo 29 apariciones en todas las competiciones, debido a una lesión y a las buenas actuaciones de Phil Jagielka y Joseph Yobo en la defensa central con Joleon Lescott como lateral izquierdo. En la segunda, le fue mejor pues Yobo sufrió una lesión y Lescott pasó al centro, dejándole la banda izquierda a Baines. El 21 de marzo, Leighton anotó su primer gol con el Everton ante el Portsmouth tras 57 juegos. El 30 de agosto de 2009, anotó un penal en el último minuto ante su antiguo equipo, el Wigan, y el Everton ganó 2-1. Un mes después, tomó la cinta de capitán del Everton en un partido de la Liga Europa de la UEFA ante el AEK Atenas.
En la campaña 2010–11, Baines jugó en todos los partidos del Everton de la Premier y anotó siete goles en todas las competiciones. Recibió el homenaje del club al recibir los premios al jugador de la temporada del club, el jugador de jugadores de la temporada y el gol de la temporada.
El 26 de julio de 2020, en el último día de la Premier League 2019-20, se confirmó su retiro como futbolista al no renovar por un año más, a pesar de que su entrenador Carlo Ancelotti le pidiera posponerlo.
En septiembre de 2020 regresó al club como entrenador del equipo sub-18,[cita requerida] y en enero de 2023 se convirtió en entrenador interino del primer equipo después del despido de Frank Lampard. Dos años después volvió a hacerse cargo del equipo, junto a Séamus Coleman, antes de unirse al cuerpo técnico de David Moyes como entrenador asistente.

## Selección nacional
Participó en la selección sub-21 de Inglaterra en la clasificación a la Eurocopa sub-21. Debutó ante Austria en septiembre de 2004.
El 6 de octubre de 2006 marcó un gol vital para la selección sub-21 ante Alemania, poniendo al equipo 1–0 en el primer partido de los play-offs. Disputó los cuatro partidos de Inglaterra en la Eurocopa Sub-21 de 2007. En total, jugó 16 partidos y marcó un gol con el equipo juvenil.
Cuando Wayne Bridge se retiró de la selección por problemas personales, Baines fue llamado a la selección mayor por primera vez en marzo de 2009 y debutó en un amistoso ante Egipto en Wembley el 3 de marzo de 2010, jugó todo el partido y ganaron 3–1. Fue llamado a la preselección de 30 jugadores para la Copa Mundial de Fútbol de 2010, pero no fue incluido en la nómina final de 23 jugadores que partirían a Sudáfrica. Baines debutó en un partido oficial el 4 de junio de 2011, tras reemplazar al lesionado Ashley Cole en la clasificación para la Eurocopa 2012 ante Suiza. Ese partido, asistió a Ashley Young, quien marcó el gol del empate. Baines es el lateral izquierdo de Inglaterra.
El 12 de mayo de 2014 fue incluido en la lista final de 23 jugadores que representarán a Inglaterra en la Copa Mundial de Fútbol de 2014.

### Participaciones en Copas del Mundo
| Torneo          | Sede   | Resultado      |
| --------------- | ------ | -------------- |
| Mundial de 2014 | Brasil | Fase de grupos |

## Estadísticas
Datos al fin de carrera deportiva.
| Club                            | Div.          | Temporada     | Liga  | Liga  | Copas nacionales | Copas nacionales | Copas internacionales | Copas internacionales | Total | Total |
| Club                            | Div.          | Temporada     | Part. | Goles | Part.            | Goles            | Part.                 | Goles                 | Part. | Goles |
| ------------------------------- | ------------- | ------------- | ----- | ----- | ---------------- | ---------------- | --------------------- | --------------------- | ----- | ----- |
| Wigan Athletic F. C. Inglaterra | 3.ª           | 2002-03       | 6     | 0     | 6                | 0                | —                     | —                     | 12    | 0     |
| Wigan Athletic F. C. Inglaterra | 2.ª           | 2003-04       | 26    | 0     | 2                | 0                | —                     | —                     | 28    | 0     |
| Wigan Athletic F. C. Inglaterra | 2.ª           | 2004-05       | 41    | 1     | 1                | 0                | —                     | —                     | 42    | 1     |
| Wigan Athletic F. C. Inglaterra | 1.ª           | 2005-06       | 37    | 0     | 6                | 0                | —                     | —                     | 43    | 0     |
| Wigan Athletic F. C. Inglaterra | 1.ª           | 2006-07       | 35    | 3     | 2                | 0                | —                     | —                     | 37    | 3     |
| Wigan Athletic F. C. Inglaterra | Total club    | Total club    | 145   | 4     | 17               | 0                | 0                     | 0                     | 162   | 4     |
| Everton F. C. Inglaterra        | 1.ª           | 2007-08       | 22    | 0     | 2                | 0                | 5                     | 0                     | 29    | 0     |
| Everton F. C. Inglaterra        | 1.ª           | 2008-09       | 31    | 1     | 7                | 0                | 1                     | 0                     | 39    | 1     |
| Everton F. C. Inglaterra        | 1.ª           | 2009-10       | 37    | 1     | 3                | 1                | 8                     | 0                     | 48    | 2     |
| Everton F. C. Inglaterra        | 1.ª           | 2010-11       | 38    | 5     | 6                | 2                | —                     | —                     | 44    | 7     |
| Everton F. C. Inglaterra        | 1.ª           | 2011-12       | 33    | 4     | 9                | 1                | —                     | —                     | 42    | 5     |
| Everton F. C. Inglaterra        | 1.ª           | 2012-13       | 38    | 5     | 6                | 2                | —                     | —                     | 44    | 7     |
| Everton F. C. Inglaterra        | 1.ª           | 2013-14       | 32    | 5     | 3                | 1                | —                     | —                     | 35    | 6     |
| Everton F. C. Inglaterra        | 1.ª           | 2014-15       | 31    | 2     | 1                | 0                | 5                     | 1                     | 37    | 3     |
| Everton F. C. Inglaterra        | 1.ª           | 2015-16       | 18    | 2     | 5                | 0                | —                     | —                     | 23    | 2     |
| Everton F. C. Inglaterra        | 1.ª           | 2016-17       | 32    | 2     | 1                | 0                | —                     | —                     | 33    | 2     |
| Everton F. C. Inglaterra        | 1.ª           | 2017-18       | 22    | 2     | 1                | 0                | 6                     | 1                     | 29    | 3     |
| Everton F. C. Inglaterra        | 1.ª           | 2018-19       | 6     | 0     | 2                | 0                | —                     | —                     | 8     | 0     |
| Everton F. C. Inglaterra        | 1.ª           | 2019-20       | 8     | 0     | 1                | 1                | —                     | —                     | 9     | 1     |
| Everton F. C. Inglaterra        | Total club    | Total club    | 348   | 29    | 47               | 8                | 25                    | 2                     | 420   | 39    |
| Total carrera                   | Total carrera | Total carrera | 493   | 33    | 64               | 8                | 25                    | 2                     | 582   | 43    |
| 1. 2.                           |               |               |       |       |                  |                  |                       |                       |       |       |